# Музей И. С. Тургенева (Москва)
Музе́й И. С. Турге́нева (дом Муму) — построенный после московского пожара 1812 года деревянный особняк на улице Остоженка, 37, где в 1840—1850 годах жила мать И. С. Тургенева В. П. Тургенева, и где произошли события, составившие канву рассказа «Муму». В 2007 году в доме основан музей писателя.

## История
После московского пожара 1812 года участок на Остоженке, находившийся во владении генерал-лейтенанта К. Ф. Кнорринга, был приобретён титулярным советником Д. Н. Фёдоровым. Выстроенный в 1819-м типичный для послепожарной застройки одноэтажный особняк в ампирном стиле — с шестиколонным портиком, антресолями и семью окнами по фасаду — Фёдоров стал сдавать внаём. В 1820-х годах в числе жильцов были семейство Аксаковых, участник Отечественной войны 1812 года Н. В. Левашов.
В 1830-х годах дом связан с именами из окружения А. С. Пушкина. В 1833 году особняк приобрёл чиновник горного ведомства Н. В. Лошаковский, сдавший его внаём камергеру М. М. Сонцову — мужу тётки Пушкина по линии отца Елизаветы Львовны. В числе квартиросъёмщиков 1830-х были лицейский однокашник поэта надворный советник А. П. Бакунин, полковник Ф. И. Толстой, участвовавший в сватовстве поэта к Н. Н. Гончаровой. Жил в доме на Остоженке и герой войны 1812 года тайный советник генерал-майор А. В. Богдановский.
В одной из отдалённых улиц Москвы, в сером доме с белыми колоннами, антресолью и покривившимся балконом, жила некогда барыня, вдова, окружённая многочисленною дворней.
16 сентября 1840 года на смену тайному советнику в особняке поселилась В. П. Тургенева. «У меня прекрасный, маленький московский дом… в котором всегда воздух ровен, тепло, светло, сухо, покойно… Il n’y manque que vous mon bien aimé!» — писала Варвара Петровна сыну в Берлин. Первый раз Тургенев посетил дом на Остоженке в мае 1841-го, затем часто бывал у матери проездами из Петербурга в Спасское-Лутовиново и обратно, прожил в доме две весны — 1844-го и 1845 годов. В архивных документах середины XIX века указано, что дом «построен на каменном фундаменте, покрыт железом, фасады не оштукатурены, а обшиты тёсом». Известно, что в доме была приёмная, за которой располагался парадный зал, служивший столовой. К столовой примыкала трёхоконная гостиная, а смежная с ней угловая комната служила Варваре Петровне спальней и будуаром. Комнаты писателя располагались в антресолях, окна выходили в сад.
…Вспоминаю запах Москвы. В ней всегда пахло лампадным маслом и славянской ворванью. Я до этих запахов был не охотник и всегда знал, что в Москве гнезда не совью. Но сколько же в ней пережито…
Варвара Петровна умерла в доме в ноябре 1850 года, после чего Иван Сергеевич прожил здесь два месяца, оформляя наследственные бумаги. В гостях у него бывали Т. Н. Грановский, М. С. Щепкин, В. П. Боткин, братья Бакунины, Аксаковы и другие известные личности. После 1851 года Тургенев не возвращался в дом на Остоженке.
В 1852 году в доме поселилась дальняя родственница Тургеневых Е. Н. Кривцова с детьми. В 1860-х особняк занимало семейство А. И. Баратынского, двоюродного брата поэта. Все члены семьи играли на разных музыкальных инструментах и дом стал центром притяжения поклонников классической музыки. С 1891 года в доме жил потомок исследователя Арктики В. Я. Чичагова — Леонид Михайлович с семьёй, оставивший военную службу и принявший монашество под именем Серафим. В конце 1890-х в доме был устроен приют имени великого князя Сергея Александровича. После революции 1917 года дом был «уплотнён», для обустройства коммунальных квартир в нём была произведена перепланировка. В 1976 году коммуналки были расселены, после ремонта дом был передан спортивной организации.

## В литературе

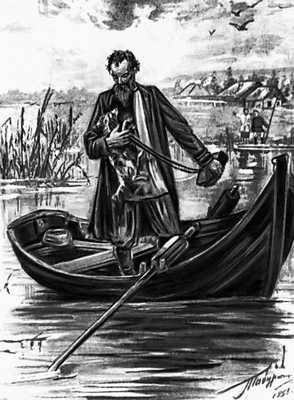
«Муму». Гравюра Е. М. Бём с рисунка В. А. Табурина

Особняк, его обитатели и произошедшее в нём событие описаны Тургеневым в рассказе «Муму» (1852). Сестра писателя В. Н. Житова свидетельствовала:

Весь рассказ Ивана Сергеевича об этих двух несчастных существах не есть вымысел. Вся эта печальная драма произошла на моих глазах…

Тургенев так описывает путь героя:

Дойдя до угла улицы, он остановился, как бы в раздумье, и вдруг быстрыми шагами отправился прямо к Крымскому Броду. На дороге он зашёл на двор дома, к которому пристроивался флигель, и вынес оттуда два кирпича под мышкой. От Крымского Брода он повернул по берегу, дошёл до одного места, где стояли две лодочки с веслами, привязанными к колышкам… и вскочил в одну из них вместе с Муму. Хромой старичишка вышел из-за шалаша, поставленного в углу огорода, и закричал на него. Но Герасим только закивал головою и так сильно принялся грести, хотя и против теченья реки, что в одно мгновенье умчался саженей на сто. <…>
…Герасим всё грёб да грёб. Вот уже Москва осталась назади. Вот уже потянулись по берегам луга, огороды, поля, рощи, показались избы. Повеяло деревней.

По мнению московских краеведов, Герасим шёл к Москва-реке по Хилковому переулку, а утопление Муму произошло между Крымским мостом и Лужниками, в районе Нескучного сада.
Несмотря на то, что, согласно тексту рассказа, «в господский дом Муму не ходила и, когда Герасим носил в комнаты дрова, всегда оставалась назади и нетерпеливо его выжидала у крыльца», в устной городской традиции особняк на Остоженке известен под названием «Дом Муму».

## Музей
С начала 1990-х годов культурная общественность Москвы выступала за создание в доме музея Тургенева. В 1992-м Правительством Москвы было принято решение о передаче дома Государственному литературному музею, но идея не была реализована из-за отсутствия финансирования реставрационных работ. В апреле 2007 года согласно Постановлению Правительства Москвы дом стал филиалом Государственного музея А. С. Пушкина. 9 октября 2009 года в нём был открыт Музей И. С. Тургенева. 

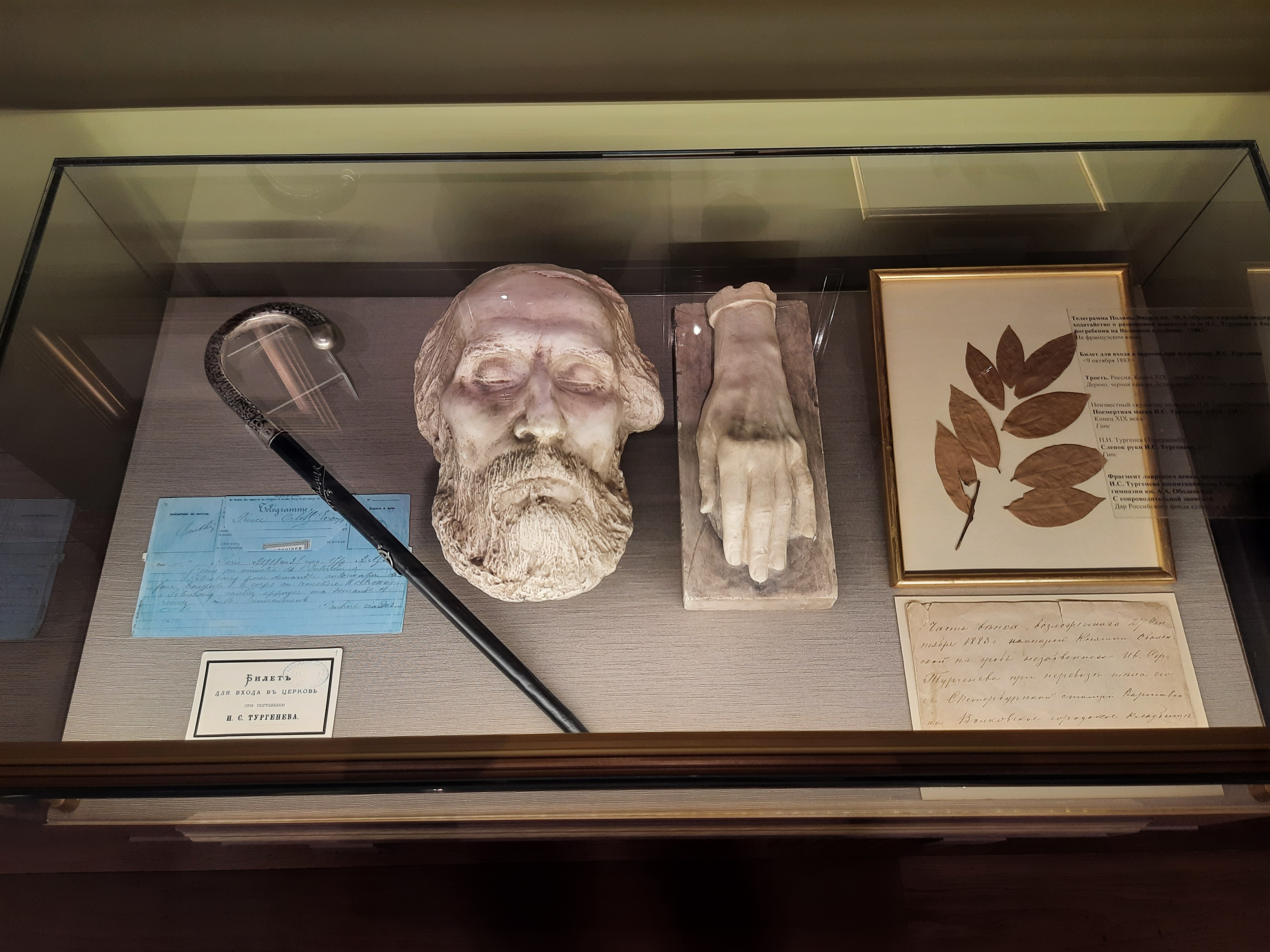
Слепок руки и посмертная маска писателя в экспозиции дома-музея. 2022

В коллекции музея — нотный альбом Полины Виардо, записка-приглашение на концерт от скрипача Леонара Юбера, оригиналы писем И. С. Тургенева к Белинскому, Некрасову, братьям Аксаковым, слепок руки и посмертная маска писателя, а также другие экспонаты, приобретённые на аукционах и переданные на хранение из разных российских музеев. Во внутренних помещениях от тургеневских времён сохранился только парадный зал, где размещена экспозиция «Москва. Остоженка. Тургенев». В музее проводятся выставки и литературно-музыкальные вечера.
На участке сохранился кусок исторического парка и дуб тургеневских времён — саженец был прислан лесничим из имения в Спасском-Лутовинове.
Дом имеет статус объекта культурного наследия федерального значения. В 2014 году Департамент культурного наследия города Москвы сообщал о планах реставрации особняка, которую намечается завершить к 2018 году. В сентябре 2015 года особняк закрылся на реставрацию.
Реконструированный музей был открыт к 200-летию И. С. Тургенева 10 ноября 2018 года Президентом России Владимиром Путиным. В этот же день возле музея торжественно открыт памятник литератору работы скульптора Сергея Казанцева. Рядом есть небольшая статуя Муму.

## Комментарии
1. ↑  Другие источники называют годом постройки 1826-й, газеты под сохранившимся слоем обоев датированы 1827-м годом[3][4].